# Phytomyza soenderupiella
Phytomyza soenderupiella este o specie de muște din genul Phytomyza, familia Agromyzidae, descrisă de Spencer în anul 1976.
Este endemică în Denmark. Conform Catalogue of Life specia Phytomyza soenderupiella nu are subspecii cunoscute.